# Мустафин, Рафаэль Ахметович
Рафаэль Ахметович Мустафин (тат. Рафаэль Әхмәт улы Мостафин; 14 мая 1931, Бавлы, Оренбургская область (ныне Республики Татарстан) — 14 апреля 2011, Казань) — татарский писатель, литературовед, литературный критик, публицист, редактор. Член Союза Писателей Татарии.
Заслуженный работник культуры Татарской АССР (1985), лауреат Государственной премии Республики Татарстан имени Габдуллы Тукая (2006), лауреат премии комсомола Татарии имени Мусы Джалиля (1976).

## Биография
В 1965 году окончил Московский государственный университет.
1965—1969 — главный редактор журнала «Казан утлары» («Огни Казани»). В 1991—1997 — главный редактор журнала «Татарстан».
Занимался, в основном, изучением жизни и творчества Мусы Джалиля.
Похоронен на Татарском кладбище в Ново-Татарской слободе Казани.

## Творчество
Автор работ о современной татарской литературе, публицистических статей.
Занимался, в основном, изучением жизни и творчества Мусы Джалиля.
В качестве хобби писатель изучал мифы и легенда о кладах и подземных ходах старой Казани, за что неоднократно подвергался критике со стороны коллег и других исследователей.

## Избранные произведения
- Поиск продолжается: о подвиге поэта-героя Мусы Джалиля (1965)
- Поэзия мужества: к 60-летию со дня рождения Мусы Джалиля (1966)
- По следам поэта-героя: книга-поиск (1971)
- Муса Джалиль: очерк о детстве и юности поэта (1977)
- Сибгат Хаким (1979)
- Красная ромашка: рассказы о поэте-герое Мусе Джалиле (1981)
- По следам оборванной песни (повесть, 1981)
- Жизнь как песня (1987)
- Силуэты: литературные портреты писателей Татарстана (2006).
- Мы поимённо вспомним всех: [массовые репрессии 30-х годов в Татарстане] (2011)[1].